# Patrice Evra
Patrice Latyr Evra (n. 15 mai 1981 în Dakar, Senegal) este un fost fotbalist francez de origine senegaleză. Inițial fiind atacant, Evra s-a reprofilat și în prezent evoluează pe postul de fundaș stânga.
Fiul unui diplomat, Evra a ajuns în Europa la Bruxelles, unde tatăl său era delegat. A crescut în Les Ulis, Essonne, Franța, unde a trăit alături de familia sa între 1984 și 1998, înainte să ajungă la Marsala, în Sicilia, unde a jucat fotbal alături de, printre alții, Thierry Henry. Cei doi se consideră prieteni din copilărie. Evra a avut în total 25 de frați, dar 2 au decedat între timp.

## Cariera

### Primii ani
Destul de logic pentru un adolescent din Les Ulis, și-a început cariera la echipa de tineret a lui Paris St-Germain, înainte să ajungă în 1998 la echipa de Serie C1 Marsala, unde a devenit în scurt timp un favorit al publicului, în ciuda vârstei sale fragede, și a fost supranumit „Gazela neagră”. S-a transferat la echipa de Serie B Monza în sezonul următor. În 2000, Evra a ajuns la echipa franceză OGC Nice, iar în 2002 la AS Monaco. Evra a evoluat de opt ori în echipa națională de fotbal a Franței.
La AS Monaco, Evra a făcut parte din echipa care a câștigat Cupa Ligii Franței, și a ajuns în finala Ligii Campionilor în sezonul 2003/2004.

### Manchester United

Patrice Evra

Evra a semnat un contract pe 3 ani și jumătate cu Manchester United pe 10 ianuarie 2006, fiind adus pentru 5,5 milioane de lire sterline de la AS Monaco. Semnând cu United la doar câteva zile în urma lui Nemanja Vidić, Evra a făcut parte din strategia lui Sir Alex Ferguson de întărire a defensivei lui Manchester. Când a semnat pentru United, Evra a declarat că a refuzat oferte de la Arsenal și Liverpool, pentru a putea păși pe „Teatrul Viselor”, cum este supranumit stadionul Old Trafford.

## Statistici carieră

### Club
| Club              | Sezon        | Campionat | Campionat | Cupă    | Cupă   | Cupa Ligii | Cupa Ligii | Europa  | Europa | Altele  | Altele | Total   | Total  |
| Club              | Sezon        | Meciuri   | Goluri    | Meciuri | Goluri | Meciuri    | Goluri     | Meciuri | Goluri | Meciuri | Goluri | Meciuri | Goluri |
| ----------------- | ------------ | --------- | --------- | ------- | ------ | ---------- | ---------- | ------- | ------ | ------- | ------ | ------- | ------ |
| Marsala           | 1998–99      | 24        | 3         | 3       | 3      | –          | –          | –       | –      | –       | –      | 27      | 6      |
| Marsala           | Total        | 24        | 3         | 3       | 3      | –          | –          | –       | –      | –       | –      | 27      | 6      |
| Monza             | 1999–2000    | 3         | 0         | 0       | 0      | –          | –          | –       | –      | –       | –      | 3       | 0      |
| Monza             | Total        | 3         | 0         | 0       | 0      | –          | –          | –       | –      | –       | –      | 3       | 0      |
| Nice              | 2000–01      | 5         | 0         | 0       | 0      | 0          | 0          | –       | –      | –       | –      | 5       | 0      |
| Nice              | 2001–02      | 35        | 1         | 1       | 0      | 1          | 0          | –       | –      | –       | –      | 37      | 1      |
| Nice              | Total        | 40        | 1         | 1       | 0      | 1          | 0          | –       | –      | –       | –      | 42      | 1      |
| AS Monaco         | 2002–03      | 36        | 2         | 1       | 0      | 4          | 0          | 0       | 0      | –       | –      | 41      | 2      |
| AS Monaco         | 2003–04      | 33        | 0         | 1       | 0      | 0          | 0          | 13      | 0      | –       | –      | 47      | 0      |
| AS Monaco         | 2004–05      | 36        | 0         | 5       | 1      | 2          | 0          | 9       | 0      | –       | –      | 52      | 1      |
| AS Monaco         | 2005–06      | 15        | 0         | 0       | 0      | 1          | 0          | 7       | 0      | –       | –      | 23      | 0      |
| AS Monaco         | Total        | 120       | 2         | 7       | 1      | 7          | 0          | 29      | 0      | –       | –      | 163     | 3      |
| Manchester United | 2005–06      | 11        | 0         | 1       | 0      | 2          | 0          | 0       | 0      | –       | –      | 14      | 0      |
| Manchester United | 2006–07      | 24        | 1         | 4       | 0      | 1          | 0          | 7       | 1      | –       | –      | 36      | 2      |
| Manchester United | 2007–08      | 33        | 0         | 4       | 0      | 0          | 0          | 10      | 0      | 1       | 0      | 48      | 0      |
| Manchester United | 2008–09      | 28        | 0         | 3       | 0      | 2          | 0          | 11      | 0      | 4       | 0      | 48      | 0      |
| Manchester United | 2009–10      | 38        | 0         | 0       | 0      | 3          | 0          | 9       | 0      | 1       | 0      | 51      | 0      |
| Manchester United | 2010–11      | 35        | 1         | 3       | 0      | 0          | 0          | 10      | 0      | 0       | 0      | 48      | 1      |
| Manchester United | 2011–12      | 37        | 0         | 2       | 0      | 0          | 0          | 7       | 0      | 1       | 0      | 47      | 0      |
| Manchester United | 2012–13      | 34        | 4         | 3       | 0      | 0          | 0          | 5       | 0      | –       | –      | 42      | 4      |
| Manchester United | 2013–14      | 33        | 1         | 0       | 0      | 3          | 1          | 8       | 1      | 1       | 0      | 45      | 3      |
| Manchester United | Total        | 273       | 7         | 20      | 0      | 11         | 1          | 67      | 2      | 8       | 0      | 379     | 10     |
| Juventus          | 2014–15      | 21        | 1         | 2       | 0      | —          | —          | 10      | 0      | 1       | 0      | 34      | 1      |
| Juventus          | 2015–16      | 26        | 2         | 2       | 0      | —          | —          | 6       | 0      | 1       | 0      | 35      | 2      |
| Juventus          | 2016–17      | 6         | 0         | 0       | 0      | —          | —          | 6       | 0      | 1       | 0      | 13      | 0      |
| Juventus          | Total        | 53        | 3         | 4       | 0      | —          | —          | 22      | 0      | 3       | 0      | 82      | 3      |
| Marseille         | 2016–17      | 11        | 1         | 1       | 0      | 0          | 0          | —       | —      | —       | —      | 12      | 1      |
| Marseille         | 2017–18      | 4         | 0         | 0       | 0      | 0          | 0          | 5       | 0      | —       | —      | 9       | 0      |
| Marseille         | Total        | 15        | 1         | 1       | 0      | 0          | 0          | 5       | 0      | 0       | 0      | 21      | 1      |
| West Ham United   | 2017–18      | 5         | 0         | —       | —      | —          | —          | —       | —      | —       | —      | 5       | 0      |
| Career total      | Career total | 548       | 17        | 36      | 4      | 19         | 1          | 123     | 2      | 11      | 0      | 733     | 24     |

La 2 iunie 2014.

### Internațional
La 11 noiembrie 2016.
| Echipa | Sezon   | Meciuri | Goluri |
| ------ | ------- | ------- | ------ |
| Franța | 2004–05 | 5       | 0      |
| Franța | 2005–06 | 0       | 0      |
| Franța | 2006–07 | 1       | 0      |
| Franța | 2007–08 | 7       | 0      |
| Franța | 2008–09 | 7       | 0      |
| Franța | 2009–10 | 12      | 0      |
| Franța | 2010–11 | 3       | 0      |
| Franța | 2011–12 | 7       | 0      |
| Franța | 2012–13 | 7       | 0      |
| Franța | 2013–14 | 13      | 0      |
| Franța | 2014    | 4       | 0      |
| Franța | 2015–16 | 14      | 0      |
| Franța | 2016–17 | 1       | 0      |
| Total  | Total   | 81      | 0      |

## Palmares

### Club
Monaco
- Coupe de la Ligue (1): 2002–03

Manchester United
- Premier League (5): 2006–07, 2007–08, 2008–09, 2010–11, 2012–13
- Football League Cup (3): 2005–06, 2008–09, 2009–10
- FA Community Shield (5): 2007, 2008, 2010, 2011, 2013
- UEFA Champions League (1): 2007–08
- FIFA Club World Cup (1): 2008

### Individual
- UNFP Ligue 1 Young Player of the Year (1): 2003–04
- UNFP Ligue 1 Team of the Year (1): 2003–04
- PFA Premier League Team of the Year (3): 2006–07, 2008–09, 2009–10
- FIFA FIFPro World XI (1): 2009
- UEFA Team of the Year (1): 2009